# Tramwaj wodny w Gdańsku
Tramwaj wodny w Gdańsku – sieć linii tramwaju wodnego, organizowanych przez Zarząd Transportu Miejskiego w Gdańsku w latach 2006–2019, pływający po wodach śródlądowych Gdańska, a do końca sezonu letniego 2012 także między Gdańskiem, Sopotem i Helem. Połączenia, obsługiwane przez Żeglugę Gdańską, funkcjonowały w sezonie letnim, od maja do września.

## Historia

### Lata 2006–2012
Gdańska żegluga śródlądowa w tej formie została reaktywowana w 2006, dzięki porozumieniu władz Gdańska, Sopotu i Helu. Połączenia, organizowane przez miejskiego przewoźnika (ZTM w Gdańsku) i obsługiwane przez wyłonioną w przetargu Żeglugę Gdańską, funkcjonowały na trasach Gdańsk – Hel, Sopot – Hel i Gdańsk – Sopot, wykonując 3–4 kursy dziennie. Połączenia okazały się bardzo dobrym pomysłem, w pierwszym roku z połączeń skorzystało z nich 165 tysięcy pasażerów. W 2008 wybrane rejsy do Sopotu zaczęły zatrzymywać się przy nabrzeżu w Nowym Porcie. Większe zmiany miały miejsce w 2009. Uruchomiono połączenie Gdańsk – Wyspa Sobieszewska, jednocześnie, z powodu zbyt wysokich kosztów, zlikwidowano rejsy z Gdańska do Sopotu. Taka sieć połączeń funkcjonowała do 2012. Po sezonie letnim 2012, z powodu wycofania się z finansowania rejsów przez miasto Hel i samorząd województwa pomorskiego oraz rosnących kosztów władze Gdańska i Sopotu zrezygnowały z finansowania tych połączeń. W następnym roku Żegluga Gdańska ponownie uruchomiła rejsy na Hel, tym razem w charakterze komercyjnym.

### Lata 2012–2019
Pierwsze plany uruchomienia rejsów po wodach śródlądowych Gdańska pojawiły się w 2009. Proponowano uruchomienie połączeń z centrum Gdańska do Świbna. Dzięki dofinansowaniu otrzymanemu z Europejskiego Funduszu Rozwoju Regionalnego 2007-2013 (fundusze Unii Europejskiej), w ramach projektu „Program ożywienia dróg wodnych w Gdańsku”, w 2012 uruchomiono połączenia na trasie Żabi Kruk – Westerplatte (wybrane rejsy do Latarni Morskiej – F5) oraz Targ Rybny – Narodowe Centrum Żeglarstwa (F6). W wyniku przetargu obsługę tych linii przejęła Żegluga Gdańska. W tym celu z Sankt Petersburga zostały zakupione 2 używane jednostki: Sonica i Sonica I, mogące pomieścić 50 pasażerów i 5 rowerów, a także wybudowano 10 przystanków i 3 przystanie. W 2012 roku przewiozły one 11 375 osób i 270 rowerów, a w roku 2013, tylko w okresie od 1 maja do 20 sierpnia ponad 20 tysięcy pasażerów oraz 354 rowery.
W 2015 połączenie do Narodowego Centrum Żeglarstwa zostało wydłużone o dodatkowy przystanek w Sobieszewie, przy jednoczesnym zachowaniu dotychczasowej przystani końcowej. Rok później linię F5 wydłużono do Brzeźna. Wtedy też zmieniono trasę linii F6 na Targ Rybny – Narodowe Centrum Żeglarstwa – Sobieszewo. Dalsze zmiany miały miejsce w 2018, wraz z zakończeniem projektu „Program ożywienia dróg wodnych w Gdańsku”. Wtedy to zaprzestano obsługi części przystanków tramwaju wodnego (m.in. na Stogach). Dodatkowo uruchomiono przedsprzedaż internetową (do 50% miejsc na statku) oraz sprzedaż przekąsek na pokładzie statku. Ponadto kursowanie statków na odcinkach do Brzeźna i Sobieszewa zapoczątkowano już 1 maja i realizowano do 16 września, ale do 22 czerwca i od 3 września linie F5 i F6 funkcjonowały wyłącznie w weekendy. W sezonie letnim liczba kursów na linii F5 wzrosła z 3 do 6 (obsługa statkami Sonica i Sonica I), a trasę do Sobieszewa zaczął obsługiwać statek m/s Elżbieta, mogący przewieźć 140 pasażerów.
| Frekwencja w gdańskich tramwajach wodnych w latach 2012–2018 | Frekwencja w gdańskich tramwajach wodnych w latach 2012–2018 | Frekwencja w gdańskich tramwajach wodnych w latach 2012–2018 |
| Rok                                                          | Liczba pasażerów                                             | Liczba rowerów                                               |
| ------------------------------------------------------------ | ------------------------------------------------------------ | ------------------------------------------------------------ |
| 2012                                                         | 11375                                                        | 270                                                          |
| 2013                                                         | 25794                                                        | 488                                                          |
| 2014                                                         | 31801                                                        | 587                                                          |
| 2015                                                         | 43885                                                        | 921                                                          |
| 2016                                                         | 47240                                                        | 1225                                                         |
| 2017                                                         | 48367                                                        | 1477                                                         |
| 2018                                                         | 65627                                                        | 2451                                                         |

Z biegiem lat koszty utrzymania połączeń rosły (miasto musiało dopłacać nawet 2 mln złotych). Z powodu pandemii COVID-19 w Polsce, w 2020 rozpoczęcie sezonu żeglugowego przełożono na lipiec, a następnie odwołano całkowicie. We wrześniu 2020 wygasła umowa między miastem a przewoźnikiem – Żeglugą Gdańską. Nie została ona przedłużona z powodu nieopłacalności połączeń, wobec czego zostały one zlikwidowane.

## Połączenia

### Lata 2006–2012
| Linia | Trasa                                     |
| ----- | ----------------------------------------- |
| F1    | Gdańsk – Hel                              |
| F2    | Sopot – Hel                               |
| F3    | Gdańsk – Hel Funkcjonowała do 2009        |
| F4    | Gdańsk – Sobieszewo Funkcjonowała od 2009 |

### Lata 2012–2019
| Linia | Trasa |
| ----- | --- |
| F5    | Żabi Kruk – Zielony Most – Targ Rybny – Wiosny Ludów – Nabrzeże Zbożowe – Twierdza Wisłoujście – Westerplatte – Latarnia Morska – Brzeźno Stan na 2016 |
| F6    | Targ Rybny – Wiosny Ludów – Sienna Grobla – Tamka – Stogi-Górki Zachodnie – Narodowe Centrum Żeglarstwa – Sobieszewo Stan na 2016                      |